# 보스니아 궤간
보스니아 궤간은 760mm, 762mm의 궤간을 규정하는 경우 쓰이는 용어이며 규격이 러시아-궤간의 절반인 것이 특징이다. 처음에는 오스트리아 헝가리 제국(보스니아와 주변 지역인 오스트리아 지역)에서 주로 설치되어 운영되었으나 이외의 지역에서도 운용되고 있다.

## 아시아 - 태평양 지역의 보스니아 궤간
대한민국에서는 동해중부선(경동선)·수인선·수려선 등에서 사용되었으나, 이들 노선은 모두 폐선되거나 개궤되었으며, 대한민국에서 이 궤간을 사용하는 노선은 현존하지 않는다.
조선민주주의인민공화국에서는 장진선·강계선·신흥선·백무선 등이 이 궤간을 사용한다.
일본에서는 일반적으로 사용되는 협궤인 케이프 궤간(1,076 mm)에 대비하여 ‘특수 협궤’라고도 불리며, 욧카이치 아스나로 철도 우쓰베 선 등의 노선에서 사용된다.